# Філіпе Сантьяго Салаверрі
Філіпе Сантьяго де Салаверрі-і-дель-Солар (ісп. Felipe Santiago de Salaverry y del Solar; 3 травня 1806, Ліма, Перу — 19 лютого 1836, Арекіпа, Перу) — перуанський військовий і політичний діяч, генерал, президент Перу з 23 лютого 1835 по 7 лютого 1836 року.

## Біографія
Коли в Перу прибув Хосе де Сан-Мартін, Салаверрі незважаючи на своє навчання в коледжі Сан-Карлос в Лімі і протести свого батька, виїхав в Гуарем, і поступив на службу до Хосе де Сан-Мартіна простим добровольцем. Хосе де Сан-Мартін був задоволений хоробрістю молодого Філіпе Салаверрі і зарахував його кадетом в батальйон «Numancia». Військова кар'єра Філіпе Салаверрі складалася вдало і вже у віці 28 років він отримав звання генерала республіканської армії.
Коли гарнізон фортеці Кальяо підняв повстання в січні 1835 року проти президента Луїса Орбегосо, на придушення повстання були послані війська на чолі з Феліпе Салавері. Він успішно переміг повстанців, і був призначений губернатором Кальяо. Але вже 23 лютого того ж року сам підняв повстання проти уряду Перу, і оскільки Обергосо залишив столицю місто Ліма, Філіпе Сантьяго Салаверрі зайняв столицю і проголосив себе правителем Перу
Через кілька місяців під владою Філіпе Сантьяго Салаверрі опинився весь південь Перу, а Орбегосо був змушений бігти на північ з невеликими силами. Але в результаті угоди Луїса Хосе Орбегосо і болівійського генерала Андреса де Санта Круса болівійська армія вторглася в Перу і Салаверрі був змушений піти до Арекіпа, де 7 лютого 1836 року було розбито повністю.
Після відступу, бачачи безвихідність свого становища Філіпе Сантьяго Салаверрі здався генералові Міллеру який видав його Андресе де Санта Крусу після чого 19 лютого 1836 року Салаверрі був розстріляний.
1. 1 2 3  https://prensaregional.pe/felipe-santiago-salaverry-y-su-muerte-en-arequipa-apostando-por-el-peru/ — 2022.
2. ↑  https://www.infobae.com/peru/2023/02/01/felipe-santiago-salaverry-la-breve-vida-del-presidente-mas-joven-del-peru/ — 2023.